# Stenoplium perrieri
Stenoplium perrieri is een keversoort uit de familie mierkevers (Cleridae). De wetenschappelijke naam van de soort is voor het eerst geldig gepubliceerd in 1903 door Fairmaire.